# میگال ماریلو (بازیکن فوتبال بولیوی)
میگال ماریلو (انگلیسی: Miguel Murillo؛ زادهٔ) یک بازیکن فوتبال اهل بولیوی است.
میگوئل موریلو (۱۸۹۸–۱۹۶۸) فوتبالیست بولیویایی بود که در جام جهانی فیفا ۱۹۳۰ به عنوان دروازه بان برای بولیوی بازی می کرد. او همچنین در باشگاه بولیوار بازی کرد.

وی همچنین در تیم ملی فوتبال بولیوی بازی کرده‌است.